# Tech (řeka)
Tech (katalánsky Tec) je řeka na jihu Francie (Okcitánie) nedaleko hranic se Španělskem. Její celková délka je 84,1 km. Plocha povodí měří 721 km² a pokrývá část území departementu Pyrénées-Orientales. Je jednou ze tří hlavních řek historického území Roussillon.
Podle řeky se jmenují dvě obce (Le Tech a Arles-sur-Tech).

## Průběh toku
Pramení na severních svazích Pyrenejí v údolí Parcigoule v nadmořské výšce 2345 m na území obce Prats-de-Mollo-la-Preste pod vrcholem Roc Colom. Teče z jihozápadu na severovýchod přes údolí historického území Vallespir až do Céretu, kde byl přes její tok ve 14. století postaven kamenný obloukový Ďáblův most. Dále se klikatí přes Plaine du Roussillon až do Lvího zálivu Středozemního moře, kam se vlévá v přírodní rezervaci Mas Larrieu mezi obcemi Saint-Cyprien a Argelès-sur-Mer jihovýchodně od Perpignanu.

## Přítoky
Přítoky delší než 10  km od pramene k ústí zachycuje tabulka:
| Řeka       | Místo soutoku        | Strana přítoku | Délka (km) |
| ---------- | -------------------- | -------------- | ---------- |
| Coumelade  | Le Tech              | levá           | 15         |
| Lamanère   | Serralongue          | pravá          | 15,7       |
| Riuferrer  | Arles-sur-Tech       | levá           | 17,7       |
| Ample      | Reynès               | levá           | 15,7       |
| Maureillas | Le Boulou            | pravá          | 16,1       |
| Tanyari    | Elne/Palau-del-Vidre | pravá          | 13,3       |

## Vodní režim
Zdrojem vody jsou převážně dešťové srážky. Nejvíce vody má řeka v zimě a na jaře v důsledku tání sněhu v Pyrenejích a nejméně v létě. Průměrný průtok vody činí u Argelès-sur-Mer 8,54 m³/s. Maximální průměrný průtok činí 14,00 m³/s v květnu a minimální 2,40 m³/s v srpnu.

## Využití

### Osídlení
Protéká městy Prats-de-Mollo-la-Preste, Arles-sur-Tech, Amélie-les-Bains-Palalda, Céret a le Boulou.